# Waldems
Waldems település Németországban, Hessen tartományban. Lakosainak száma 5210 fő (2023. december 31.).

## Népesség
A település népességének változása:
| Lakosok száma | 5171 | 5153 | 5102 | 5160 | 5210 |
|               | 2017 | 2019 | 2021 | 2022 | 2023 |